# Бутенко Петро Ерастович
Петро́ Ера́стович Буте́нко (17 [29] грудня 1880, Київ, Київська губернія, Російська імперія — 16 листопада 1960, Сопот, Польща) — земський діяч, Київський міський голова в 1919 році, учасник організацій російської білогвардійської еміграції.

## Біографія
Походив з різночинців. Народився в Києві, де навчався в гімназії. У 1903 році закінчив інженерне відділення Київського політехнічного інституту. Служив на залізниці. Водночас стає активним діячем місцевого самоврядування. 1903 року стає членом опікунської ради жіночої гімназії В. О. Жеребцової (натепер в будівлі розташовано Посольство Узбекистану в Україні).
У 1907 році вступив до партії кадетів. Тісно взаємодіяв з іншими членами цієї партії в Києві — В. Вернадським, І. Лучицьким, Ю. Соколовським, Л. Яснопольським, В. Науменком, Б. Бутенком, Ф. Штейнгелєм.
У 1911 році обирається головою Київського політехнічного товариства. 1917 року загалом схвально сприйняв повалення монархії в Російській імперії, але виступав проти утворення самостійної Української держави. Незабаром обирається головою Київського міського комітету кадетів. Незабаром обирається до першої київської демократичної (всенародно обраної) Думи. Незабаром стає товаришем (заступником) міського голови Євгена Рябцова. Втім якісно не міг виконувати обов'язки через постійну зміну влади в Києві.
У 1918–1919 був товаришем (заступником) голови Всеукраїнського союзу інженерів. Підтримував Денікінський режим. 30 жовтня 1919 року після відставки Євгена Рябцова за підтримки керівництва Добровольчої армії стає київським міським головою, але вже 14 грудня внаслідок наступу Червоної армії залишає  Київ.
З 1920 року опинився в еміграції. Спочатку мешкав у Королівстві Сербів, Хорватів і Словенців, де стає активним членом мігрантських організацій. 20 жовтня 1920 року брав участь у зборах російської еміграції, що прибули з України. Підтримав рішення щодо початку співпраці з Борисом Савінковим.
1921 року рішенням голови Російського земсько-міського комітету допомоги біженцям (рос. Земгор) перебирається до Варшави, де очолив місцеве (Варшавське, потім Польске) відділення комітету. Вивчав становище російських мігрантів в Польщі, насамперед у східних воєводствах. В цей час контактував з савінковським Російським евакуаційним комітетом. Водночас очолив кадетську групу в Варшаві.
З 1925 року заснував і очолив демократичну групу російських емігрантів в Польщі, яка активно діяла до початку Другої світової війни. Також був головою групи російських інженерів в Польщі, членом Союзу організацій російських мігрантів в Польщі (як голова організації «Російський Дім»).
У 1920—1930 роках активно друкувався в емігрантських газетах «Варшавская речь», «Варшавский голос», «Варшавское слово», «Варшавское эхо», «За Свободу!», «Меч», «Новое варшавское слово». Крім того, читав російським студентам-емігрантам лекції з питань фізики, техніки та інженерії. Активно допомагав грошми та паперами студентам, що відправлялися до Чехословаччини, Болгарії та Югославії.
Після захоплення Польщі німецькими військами у 1939 році перебирається до курортного містечка Сопот. Тут Петро Бутенко мешкав усю війну. Потім залишився у Польській Народній Республіці. Помер 1960 року.